# Kuppelpelz

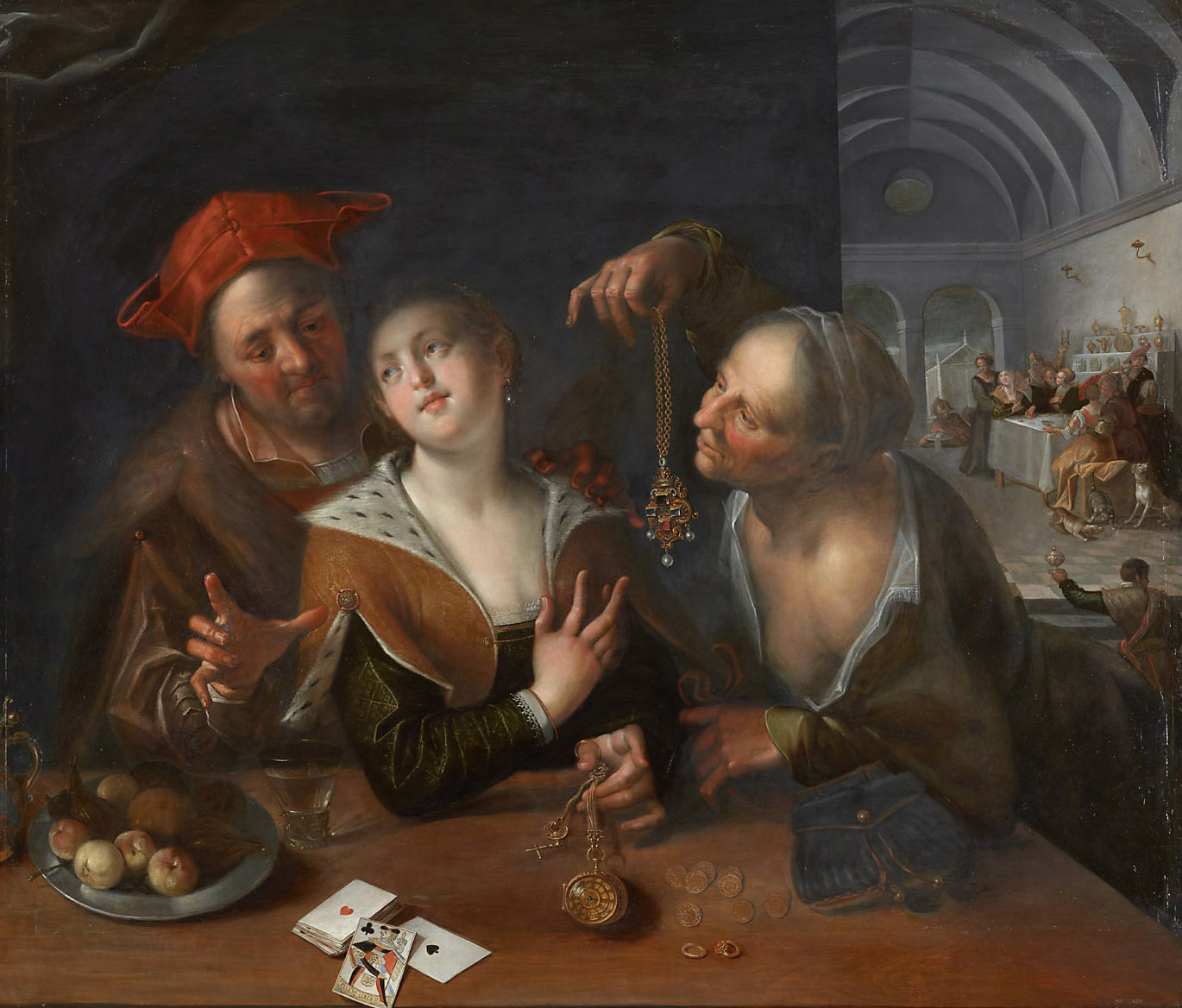
„Kupplerin“ und Dame mit hermelinpelzgefüttertem Überwurf (Hans von Aachen, etwa zwischen 1605 und 1610)

Der Kuppelpelz, früher niederdeutsch auch Koppelpelz, ist heute nur noch als Redensart erhalten. Ursprünglich bezeichnete er einen Pelz, den der Vermittler einer Ehe, der Kuppler, sich als Belohnung verdient hatte.
Wird über jemand ausgesagt, er habe sich einen Kuppelpelz verdient oder bekommen, ist gemeint, dass er sich um die Stiftung einer Ehe bemüht hat, wobei die Aussage in der Regel einen etwas scherzhaften Unterton hat.
Die Angaben der Chronisten, wie wörtlich die ursprüngliche Belohnung des Ehestifters mit einem Pelz zu nehmen ist, gehen etwas auseinander. Rudolf Hildebrand meint im Deutschen Wörterbuch, „dieser Pelz war der übliche Kaufpreis für die Überlassung der Mundschaft über die Frau an den Gatten“, eine Deutung, die auch der Duden übernommen hat. Hier wäre also der Kuppelpelz eine direkte Abgabe, ein Kaufpreis an die Eltern der Braut, was aber dem Namen Kuppelpelz nicht gerecht wird (kuppeln, verkuppeln = vermitteln, eigentlich die vorsätzliche Vermittlung und Beförderung der sogenannten Unzucht). Nebenbei sagt diese Erklärung aus, dass in dieser Zeit noch der Mann das Sagen hatte, die Vormundschaft über die Tochter ging mit der Heirat, als Mundschaft über die Ehefrau, auf den Ehegatten über.
Baumgarten berichtet aus Oberösterreich: »Eine dritte, weder zur Familie des Bräutigams noch der der Braut gehörige Person, welche unter irgendeinem Vorwande sich zu den Aeltern des Mädchens begibt, um das man werben will, und allmählich das Gespräch auf die Vermittelung der Heirath hinlenkt. Diese Person bekam einst, wie es noch im Volksmunde heisst, wenn es ihr gelang die Heirath ›z'sammz'tragen‹, zu Stande zu bringen, als Lohn hierfür [von der Braut] einen neunärmligen Pelz, den man Kuppelpelz nannte, während man, wenn er abgewiesen wurde, sagte: Er hat die Hosen gekriegt«. Wobei die Frage auftaucht, wie ein neunärmeliger Pelz aussieht und warum er neun Ärmel haben muss.
In einem anderen Bericht aus Oberösterreich hat der Kuppelpelz nur noch symbolische Bedeutung: „Ist der Bräutigam reich, so reitet der ‚Hochzeitlader‘ dessen bestes Pferd, welchem der Schweif und die Mähnen mit Blumen und Bändern durchflochten sind. Im Traungau, im Chiemgau und im Berchtesgadenerland heißt er der ‚Prokurator‘; sein Lohn für die gehabte Mühe nach vollzogener Hochzeitsfeier führt die wenig wohlklingende Benennung ‚Kuppelpelz‘“.
Besonders klar, aber auch etwas eigenartig, scheint die Erklärung des Kuppelpelzes in einer im Jahr 1951 erschienenen Pelzfachzeitschrift: Nach deutschem Recht mussten die Leibeigenen „für die Erlaubnis zum Heiraten von altersher ihren Herren ein Tierfell, meist ein zartes Lammfell, entrichten. An diese Verpflichtung erinnert heute noch die Bezeichnung »Kuppelpelz«“.

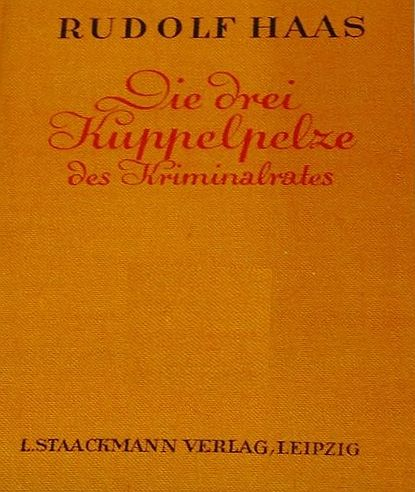
Rudolf Haas: Die drei Kuppelpelze des Kriminalrates. Roman, Leipzig 1926. Buchdeckel

Friedrich August Schröter benutzt den Ausdruck 1800 bereits im übertragenen, allgemeinen Sinn, das ehestiftende Geschenk „proxeneticum munus“ übersetzt er aus dem Lateinischen mit „Kuppelpelz“.
Öfter finden sich Erklärungen, die den Pelz nur als ein von der Vermittlerin erstrebtes Teil ansehen, das sie sich von ihrem Lohn kaufen konnte. Enger an die eigentliche Bedeutung des Kuppelns angelehnt ist diese Aussage über die ungesetzliche Vermittlung einer Partnerschaft ohne die Absicht der Ehe: „Der Lohn der Kupplerin konnte sehr hoch sein – er bestand immer in einem Anteil am Liebeslohn. Damit konnte dann der nach der damaligen Zeit sehr beliebte Pelz, meist ein Zobel, angeschafft werden“.